# Cordó umbilical

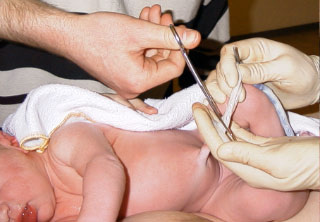
Tall del cordó umbilical en un nounat

El cordó umbilical o vidiella és el nexe que uneix més directament el fetus i la mare. A través d'ell es transporta la sang sense oxigen que prové d'aquest a la placenta (part materna) i es torna posteriorment al cor del fetus carregada d'oxigen i nutrients, i a més s'encarrega d'eliminar substàncies tòxiques que ha d'apartar del seu cos. És una espècie de tub que mesura entre 30 i 100 centímetres i que es forma a partir de la quarta o cinquena setmana d'embaràs.

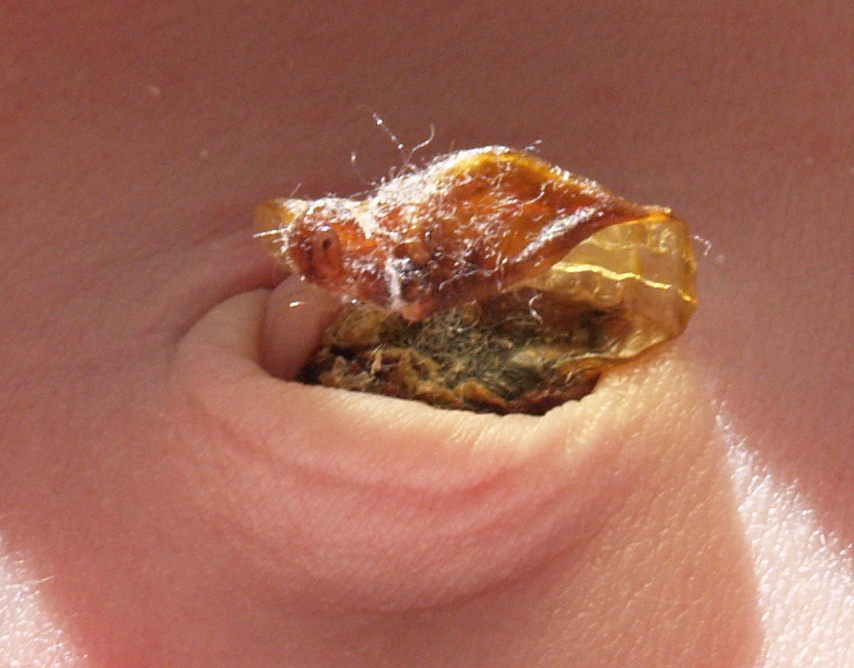
Cicatrització del melic

## Problemes amb el cordó umbilical
La por que les mares tenen és la possibilitat que al fetus se li enrotlli el cordó al coll i s'asfixiï, però segons especialistes, si això arriba a succeir no li impediria realitzar les seves funcions, ja que el fetus respira a través del cordó i no dels pulmons. De fet, un de cada cinc nadons neixen amb el cordó umbilical enrotllat.
En general, els principals problemes amb el cordó umbilical durant l'embaràs són l'absència d'una artèria, alteracions en la longitud i nusos.
El tema de la longitud rares vegades significa un perill per al fetus, encara que un cordó umbilical extremadament curt pot arribar a impedir que el fetus es col·loqui en la posició normal del part i un de molt llarg augmenta les possibilitats que s'enrotlli al cos del fetus. Els nusos es produeixen pels moviments d'aquest al ventre matern i són els que poden causar certes complicacions si està ajustat perquè impedeix el flux de sang.
En tot cas, a causa dels avanços tecnològics, aquests problemes es poden detectar. En realitat, una vegada que el bebè neix, comencen les preocupacions respecte al cordó umbilical o, millor dit, d'allò que en queda enganxat al melic del nen. A partir d'aquest moment s'ha d'anar assecant. La cura és senzilla i no requereix major control mèdic, encara que si es presenten complicacions cal anar al pediatre.
En la majoria dels casos el cordó umbilical es desprèn entre el tercer i sisè dia de vida, encara que en els parts per cesària tarda una mica més. La cicatrització de la ferida que queda es produeix entre tres i cinc dies després de la caiguda. Ara bé, la humitat excessiva, la infecció i la distracció poden provocar un retard en el procés. És habitual sentir que s'ha d'evitar mullar el melic mentre no s'ha desprès el cordó o si no ha cicatritzat. El cert és que després de rentar-lo adequadament, és molt important eixugar la zona per evitar la proliferació de bacteris.

## Alteracions al cordó umbilical del nadó

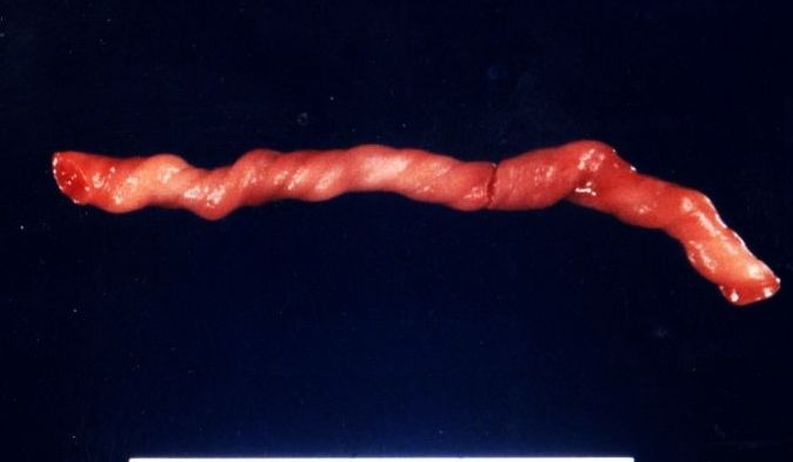
Acodament en un cordó umbilical

Encara que no és gaire freqüent, en algunes ocasions poden aparèixer alteracions al cordó umbilical que dificulten i compliquen el creixement del nadó. El cordó umbilical és el principal nexe d'unió entre la mare i el fetus, per això, qualsevol pressió al cordó podria impedir un flux normal de les substàncies que passen per ell, la qual cosa causaria l'anomenat "patiment fetal".
Respecte a les complicacions que poden sorgir amb el melic es troben: 
- L'omfalitis: una infecció que es pot reconèixer perquè al voltant del melic s'envermelleix i endureix la pell.

- El granuloma umbilical: és una erupció cutània en la cicatriu del melic.

- L'hèrnia umbilical: és un bony que apareix en la zona, però la majoria es resolen soles en el curs dels 2 o 3 primers anys de vida.

## Donacions de cordó umbilical

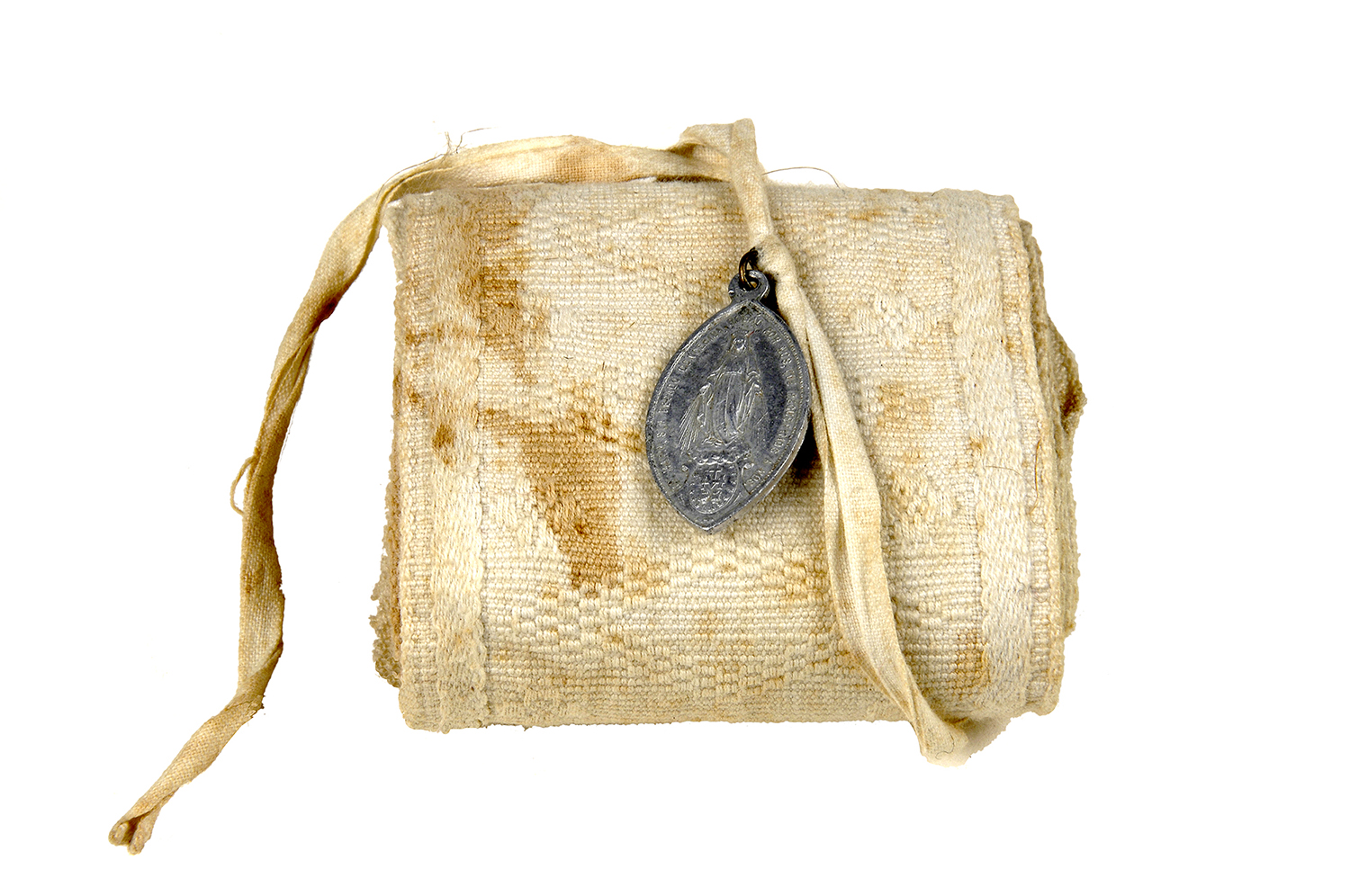
Antigament s'utilitzaven faixes com aquesta per cobrir l'abdomen del nounat. Museu Valencià d'Etnologia.

La sang del cordó umbilical és una font de cèl·lules mare que es poden utilitzar, per exemple, per al trasplantament de medul·la destruïda en el tractament de limfomes, anèmia de Fanconi, leucèmia i per a contribuir a la curació d'altres càncers, una alternativa més eficaç que el tradicional trasplantament de medul·la òssia, ja que disminueix la probabilitat de rebuig i accelera el resultat terapèutic. No suposa cap dany ni risc ni per a la mare ni per al nadó, ja que altrament es tira a les escombraries, i en canvi pot salvar la vida de nens i adults. La sang dels cordons umbilicals es guarda en tancs de nitrogen líquid a 198 °C sota zero.
A Espanya és habitual la donació altruista i anònima de cordó umbilical als hospitals públics, que s'emmagatzemen a set hospitals en total, situats a Barcelona (amb unitats a les Illes Balears, Aragó, Extremadura, Cantàbria i, des de 2010, Andorra), Galícia, Màlaga, Madrid, Tenerife, València i Astúries). En aquest estat es disposava l'any 2007 de 24.445 unitats de cordó, corresponents al 10% del total a nivell mundial. A Espanya l'emmagatzemament de cordó umbilical i de cèl·lules mare per al propi ús no està autoritzat en cap centre públic ni privat.
En altres països, com fins al 2010 als Estats Units, el que fan alguns hospitals privats és guardar el cordó umbilical d'una persona únicament per al seu potencial ús personal posterior, això és molt poc habitual a Europa però ho van fer, per exemple, les filles dels llavors prínceps d'Espanya Felip i Letízia. Davant les crítiques d'aquesta actitud poc solidària dels representats oficials de l'estat pel cas de la filla gran, Leonor; per la segona filla, Sofia, van donar una mica de cordó a un centre públic i es van reservar la resta per a ús propi al centre privat estatunidenc Cold Blood Registry, el mateix que Leonor.
Arreu del món existeixen 43 bancs de sang de cordó umbilical ubicats en 26 països diferents que aglutinen les més de 400.000 unitats de cordó disponibles actualment. Els països que més cordons umbilicals tenen al món són Estats Units, Taiwan i Espanya, en aquest ordre. La mitjana estatunidenca de temps de recerca d'un donant compatible era de 80 dies el 2009, i de 50 dies a Espanya.
A Catalunya, l'any 2009 es van realitzar 146 trasplantaments de cèl·lules mare a partir de sang de cordó umbilical que procedia del Banc de Cordó de Barcelona, pertanyent al Banc de Sang i Teixits de Catalunya. El 2009 només 28 maternitats de Catalunya podien extreure cordó umbilical, que van donar el 10% de nascuts, però a partir de 2010 es pot fer en qualsevol de les 44 maternitats catalanes. Alguns d'aquests trasplantaments s'han fet a nens estrangers, per exemple del Perú.
El Banc de Sang de Cordó Umbilical del País Valencià, a València, existeix des de 1999 i també exporta de manera altruista cordó a països com Estats Units o Israel-Palestina.